# BMW E3
BMW New Six kodnog imena E3 je luksuzna limuzina pokretana benzinskim rednim 6 motorima. Modeli su nazivani po obujmu motora, slovu L koje označava veći međuosovinski razmak i slovom i za ubrizgavanje goriva koje je bilo dostupno na kasnijim modelima.
E3 je bio prostrana limuzina s velikim prtljažnikom, neovisnim ovjesom koji je donio upravljivost koja je impresionirala recenzente. Većina prodanih je imala ručni mjenjač s 4 stupnja prijenosa. Broj proizvedenih vozila je oko 190 tisuća. Nakon dizajnerski i tehnički zastarjelog 501 modela BMW je nakon uspjeha s E3 modelom počeo proizvoditi i danas svoj glavni model, Seriju 7

## Modeli i motori
| Model                  | Kapacitet | Snaga (KS) | Okr. Moment | Max. brzina | 0-100 km/h u sek. |
| ---------------------- | --------- | ---------- | ----------- | ----------- | ----------------- |
| 2500                   | 2494      | 150        | 211         | 190         | 10,4              |
| 2800                   | 2788      | 170        | 235         | 200         | 9,4               |
| 3,0 S                  | 2985      | 180        | 255         | 205         | 8,4               |
| 3,0 Si (1971. – 1975.) | 2985      | 200        | 272         | 211         | 7,8               |
| 3,0 Si (1975. – 1977.) | 2985      | 195        | 267         | 208         | 8,2               |
| 3,3 L                  | 3299      | 190        | 294         | 207         | 8,7               |
| 3,3 Li                 | 3201      | 200        | 285         | 208         | 8,5               |